# 武功勋章

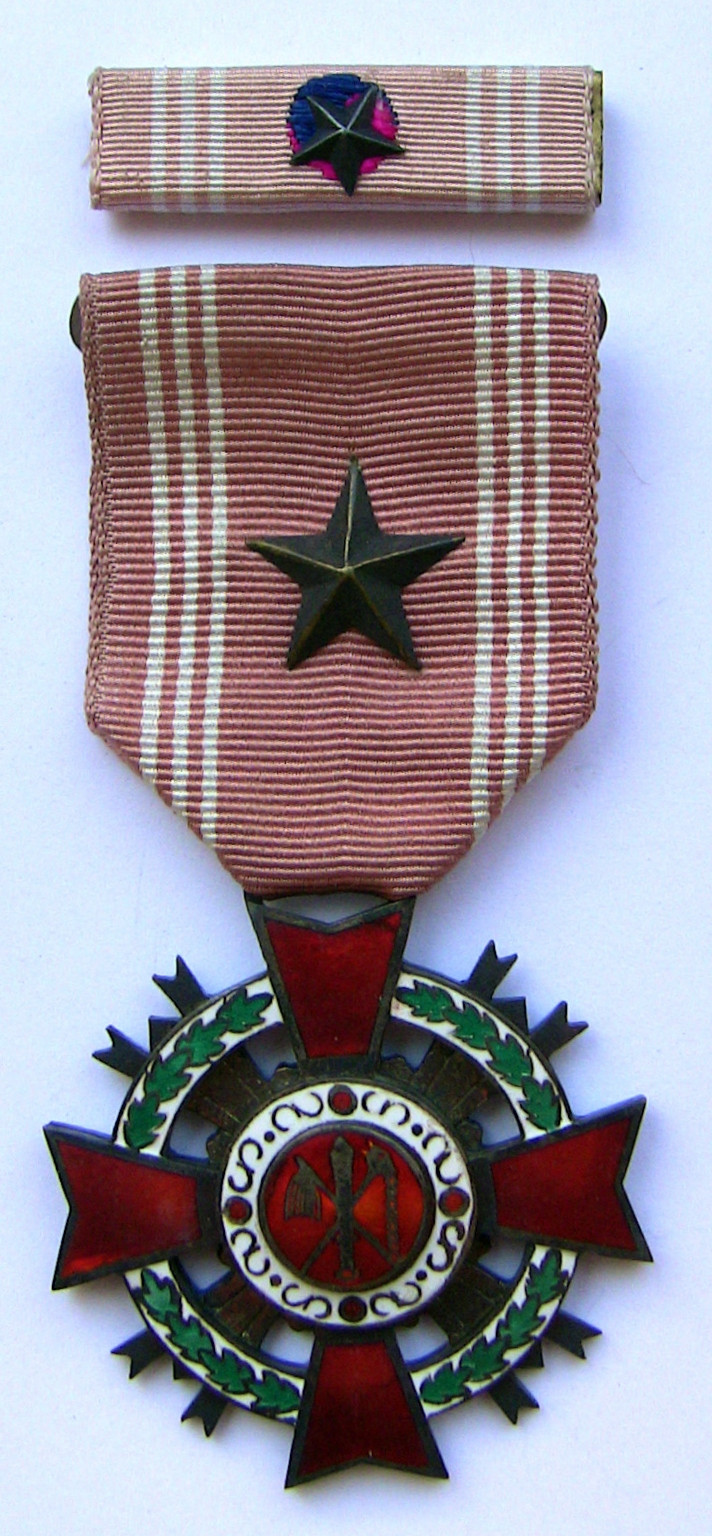
乙支武功勋章

武功勋章（韓語：무공훈장）是韩国政府授予战争时立下战功人士的荣誉勋章。武功勋章共有五种，并按照等级高低来授予，包括：太极武功勋章、忠武武功勋章、乙支武功勋章、花郎武功勋章以及仁宪武功勋章。电影《太极旗飘扬 - 生死兄弟》里张东健所饰演的主角李振泰中士所佩戴的军事荣誉勋章就是太极武功勋章。 

## 等级
武功勋章共分为以下五个等级：
- 第一等： 太极武功勋章（태극무공훈장）
- 第二等： 乙支武功勋章（을지무공훈장），名称源于著名高句丽将领乙支文德
- 第三等： 忠武武功勋章（충무무공훈장），名称源于谥号忠武的名将李舜臣
- 第四等： 花郎武功勋章（화랑무공훈장），名称源于花郎
- 第五等： 仁宪武功勋章（인헌무공훈장），名称源于谥号仁宪的名将姜邯赞